# Вашингтон (округ, Вісконсин)
Шаблон:StateAbbr_ 43°22′ пн. ш. 88°14′ зх. д. / 43.37° пн. ш. 88.23° зх. д.
 Вашингтон (англ. Washington County) — округ (графство) у штаті Вісконсин. Ідентифікатор округу 55131.

## Історія
Округ утворений 1845 року.

## Демографія
За даними перепису
2000 року
загальне населення округу становило 117493 осіб, зокрема міського населення було 76638, а сільського — 40855.
Серед них чоловіків — 58608, а жінок — 58885. В окрузі було 43842 домогосподарства, 32757 родин, які мешкали в 45808 будинках.
Середній розмір родини становив 3,08.
Віковий розподіл населення поданий у таблиці:
| Стать    | До 15 років | 15-21 | 22-29 | 30-39 | 40-49 | 50-65 | 65-85 | Понад 85 |
| -------- | ----------- | ----- | ----- | ----- | ----- | ----- | ----- | -------- |
| Чоловіки | 13363       | 5594  | 5026  | 9977  | 9934  | 9164  | 5093  | 457      |
| Жінки    | 12518       | 4981  | 4866  | 10054 | 9673  | 9131  | 6454  | 1208     |

## Суміжні округи
- Шебойґан — північний схід
- Озокі — схід
- Мілвокі — південний схід
- Вокеша — південь
- Додж — захід
- Фон-дю-Лак — північний захід

## Виноски
1. ↑  U.S. Decennial Census. United States Census Bureau. Архів оригіналу за 19 липня 2018. Процитовано 9 серпня 2015.
2. ↑  Historical Census Browser. University of Virginia Library. Архів оригіналу за 11 серпня 2012. Процитовано 9 серпня 2015.
3. ↑  Forstall, Richard L., ред. (27 березня 1995). Population of Counties by Decennial Census: 1900 to 1990. United States Census Bureau. Архів оригіналу за 18 липня 2015. Процитовано 9 серпня 2015.
4. ↑  Census 2000 PHC-T-4. Ranking Tables for Counties: 1990 and 2000 (PDF). United States Census Bureau. 2 квітня 2001. Архів оригіналу (PDF) за 18 грудня 2014. Процитовано 9 серпня 2015.
5. ↑  State & County QuickFacts. United States Census Bureau. Архів оригіналу за 28 лютого 2016. Процитовано 24 січня 2014.(англ.) Наведено за англійською вікіпедією.
6. ↑  American FactFinder. Бюро перепису населення США. Архів оригіналу за 26 лютого 2012. Процитовано 31 січня 2008.

| США | Це незавершена стаття з географії США. Ви можете допомогти проєкту, виправивши або дописавши її. |